# Station Jastrzębsko
Station Jastrzębsko is een spoorwegstation in de Poolse plaats Jastrzębsko Stare.